# 克努森容器
克努森容器（英語：Knudsen cell）是一种用于晶体生长时提供分压相对较低元素（例如镓、铝、汞、砷）的泻流蒸发器。 因为克努森容器内蒸发材料的温度易于控制，它常用于分子束外延生长。

## 结构
克努森容器由丹麦物理学家马丁·克努森（1871－1949）发明。典型的克努森容器包括如下几个部分：坩埚（由热解氮化硼、石英、钨或石墨制成）、加热丝（通常是金属钽）、水冷系统、隔热屏和孔遮板。

## 测量蒸气压
克努森容器可用于测量固体极低的蒸气压。低压下固体升华为蒸气，并缓慢从小孔泻流而出，这个过程中固体质量的减少量和蒸气压成正比，从而可以测量气压。升华热也可以借助克劳修斯-克拉佩龙方程通过测量蒸气压随温度的变化而测得。